# غارسيا فيرنانديز
غارسيا فيرنانديز (بالبرتغالية: Garcia Fernandes‏) هو رسام برتغالي، ولد في 1514، وتوفي في 1565.